# Homonota
Genre
Homonota est un genre de geckos de la famille des Phyllodactylidae.

## Répartition
Les 12 espèces de ce genre se rencontrent en Amérique du Sud.

## Description
Ce sont des geckos nocturnes.

## Liste des espèces
Selon The Reptile Database (9 novembre 2017) :
- Homonota andicola Cei, 1978
- Homonota borellii (Peracca, 1897)
- Homonota darwinii Boulenger, 1885
- Homonota fasciata (Duméril & Bibron, 1836)
- Homonota horrida (Burmeister, 1861)
- Homonota rupicola Cacciali, Ávila & Bauer, 2007
- Homonota septentrionalis Cacciali, Morando, Medina, Köhler, Motte & Avila, 2017
- Homonota taragui Cajade, Etchepare, Falcione, Barrasso & Alvarez, 2013
- Homonota underwoodi Kluge, 1964
- Homonota uruguayensis (Vaz-Ferreira & Sierra de Soriano, 1961)
- Homonota whitii Boulenger, 1885
- Homonota williamsii Ávila, Perez, Minoli & Morando, 2012

## Publication originale
- Gray, 1845 : Catalogue of the specimens of lizards in the collection of the British Museum, p. 1-289 (texte intégral).